# فورميلو
فورميلو (بالإيطالية: Formello)‏ هي مدينة وبلدية في روما. وتقع جنوب غرب مونتي ساباتيني داخل منتزه فيو الإقليمي. تتكون الأراضي المشتركة في الغالب من الطفة، ويتواجد بكثافة في فورميلو.

## تاريخ
تمت تسوية المنطقة منذ عصور ما قبل التاريخ باعتبارها بلدية في إيطاليا، فهي تضم بعض المواقع الأثرية المرتبطة بمدينة فيو الأترورية القوية السابقة والتي كانت تنافس روما لبعض الوقت، شمال قرية ايسولا فارنيس جنوب فوميلو. انخفضت نسبة الاستيطان في المنطقة بعد تدمير فيو عام 396 قبل الميلاد.
حوالي عام 780 بعد الميلاد عادت الظروف السلمية في المنطقة، حيث قام البابا أدريان الأول بتجميع عدة عقارات كبيرة شكلت جزءا من منطقة دوموسكولتا كابراكوروم، وكانت العكس من حيث قوة دير فارفا، ولكنها تدمرت بهجمات العرب في القرن التاسع. تضمنت أراضي دوموس قاع فورميلوم، حيث تطورت مستوطنة تم ذكرها لأول مرة في التاريخ عام 1027.
في القرن الحادي عشر، كانت بلدية فورميلو مملوكة للكنيسة الرومانية في سان باولو فوري لو مورا، وربما تم تحصينها في نفس الفترة. في عام 1279 أصبحت إقطاعية لعائلة أورسيني، التي باعتها إلى عائلة شيغي في عام 1661.

## المعالم السياحية الرئيسية
- كنيسة سان لورينزو ، المعروفة أيضًا باسم كييزا دي سان لورينزو مارتير (القرنين العاشر والحادي عشر). وحصلت على برج الجرس في القرن الخامس عشر، وتم تجديده عام 1574 مع إضافة الممرين. يحتوي الجزء الأيسر على اللوحات الجدارية التي صممها دوناتو بالميري. و يقع بجوار قصر شيغي.[4]
- قصر شيغي (القرن الحادي عشر). قام أورسين ببناءه، يقال أنه تم بناءه فوق كاستروم الموجود مسبقًا المذكور في القرن الحادي عشر. يضم المتحف الأثري لريف فيو.
- كنيسة سان ميشيل أركانجيلو، والمعروفة أيضًا باسم كييزا سان ميشيل أركانجيلو (القرن الثاني عشر). كنيسة على الطراز الرومانسكي بها برج جرس مرتفع وصحن واحد. هذه الكنيسة مفتوحة فقط للمناسبات الخاصة.[4][5]
- أنقاض فيلا تشيجي فيرساجليا التي بناها الكاردينال فلافيو تشيغي في القرن السابع عشر.

## رياضة
فورميلو هي موطن لملاعب التدريب وقاعدة فريق دوري الدرجة الأولي الإيطالي نادي لاتسيو.